# Oberamt Boppard
Das Oberamt Boppard war ein vom Anfang bis zum Ende des 18. Jahrhunderts bestehender Verwaltungs- und Gerichtsbezirk im Nieder-Erzstift Trier des Kurfürstentums Trier. Ihm waren die Ämter Amt Boppard, Amt Oberwesel, das Gallscheider Gericht und das Amt Wellmich nachgeordnet.

## Geschichte
Anfang des 18. Jahrhunderts wurde die hohe Gerichtsbarkeit für die dazugehörigen Ämter in Boppard konzentriert. Auch wurde die Funktion des Amtmanns zunehmend in Personalunion durch den Amtmann im Amt Boppard wahrgenommen. So waren die letzten kurtrierer Amtmänner Franz Ludwig von Eltz und Franz Eugen Freiherr von und zu Westerholdt Amtmänner von Boppard, Oberwesel und Wellmich.
Mit der Einnahme des Linken Rheinufers durch französischen Revolutionstruppen wurde das Amt nach 1794 aufgelöst. In der Franzosenzeit gehörte das Gebiet zum Kanton Boppard.

## Amtssitz
Die Amtsverwaltung hatte ihren Sitz in der Kurfürstlichen Burg in Boppard und wurde durch den Amtmann geleitet.